# Aloe maculata
Aloe maculata é uma espécie de aloe, pertencente à família Xanthorrhoeaceae. Esta planta (cujo nome saponaria significa "sabão") entra na composição de muitos produtos cosméticos, desde gel de cabelo até pós e cremes, desde tempos antigos. Todavia não deve ser confundida com o aloe vera, cuja seiva pode ser aplicada directamente na pele.
A seiva do aloe maculata é irritante e pode mesmo causar incómodo prolongado em certas pessoas mais sensíveis se for aplicado directamente.

## Descrição
É uma espécie muito variável e se hibrida facilmente com outros aloés semelhantes, às vezes tornando-se difícil de identificar. As folhas variam de cor de vermelho para verde, dependendo se ele cresce à sombra ou em pleno sol e dependendo do tipo de solo ou da quantidade de água que tem disponível ao longo do ano, mas sempre apresentam pontos distintivos em forma de "H".As flores são igualmente variável em cores, variando de vermelho brilhante a amarelo, mas são sempre agrupadas em um racemo distintamente plano. A inflorescência é carregada no topo de uma haste alta e multi-ramificada e as sementes são consideradamente venenosas.
Raramente cresce acima dos trinta centímetros, chegando aos sessenta a noventa centímetros, se contarmos com a inflorescência. Pode atingir um diâmetro de igual tamanho.

## Taxonomia
Esta espécie era anteriormente conhecida como Aloe saponaria (um nome que veio do Latin "sapo" que significa sabão, pois a seiva faz uma espuma de sabão na água). O nome atualmente aceito, de acordo com o Instituto Nacional de Biodiversidade da África do Sul (SANBI), é  Aloe maculata  ("maculata" significa manchada ou marcada).
Taxonomicamente, faz parte da série "Saponariae" de espécies Aloe estreitamente relacionadas, juntamente com Aloe petrophila, Aloe umfoloziensis ,Aloe greatheadii e Aloe davyana.

## Distribuição
O Aloe maculata sabão é altamente adaptável e é naturalmente encontrado em uma ampla gama de habitats em África do Sul, de Zimbabue no norte, para a Península do Cabo no sul. Especificamente, é nativo do sul e do leste da África do Sul, do sudeste de  Botswana e Zimbabue.
Além disso, agora é plantada em todo o mundo como uma planta de paisagismo popular em regiões desérticas quentes, especialmente nos Estados Unidos, onde é o aloe decorativo mais popular na área de Tucson, Arizona e também é popular na Califórnia.

## Usos
O suco das folhas é tradicionalmente usado como sabão pelas pessoas locais.

## Cultivo
As plantas são danificadas por temperaturas inferiores a 32 ° F (0 ° C), mas se recuperam rapidamente. Em um clima adequado, os aloés de sabão requerem pouca atenção uma vez estabelecido. Aloe maculata é muito tolerante ao sal - uma boa escolha para os jardins à beira-mar.
Um híbrido entre A. maculata e Aloe striata é muito popular no comércio de jardinagem e é usado para paisagismo aquático em todo o mundo. Aloe maculata (e alguns de seus muitos híbridos) são de baixo crescimento e se propagam por brotamento. Se permitido, eles formam uma cobertura vegetal útil em regiões áridas. Suas folhas manchadas são atraentes mesmo quando as plantas não estão em flor, mas as flores produzem um bom visual por várias semanas no verão. Os polinizadores, aves e insetos, visitam as flores avidamente para o néctar e o pólen.
É de todos os Aloes o mais comum e talvez o mais cultivado.

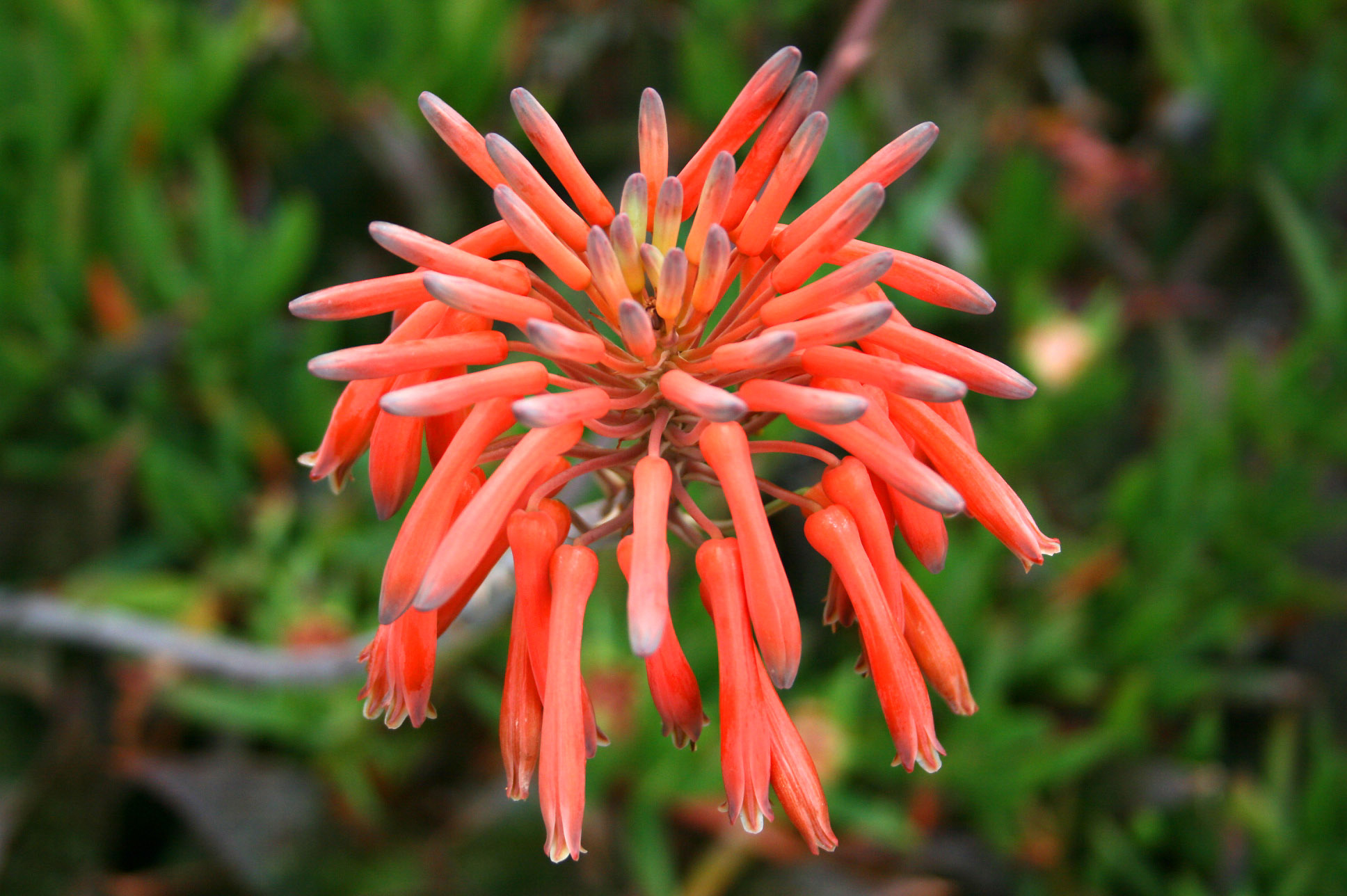
As flores de Aloe maculata são laranja-rosado.

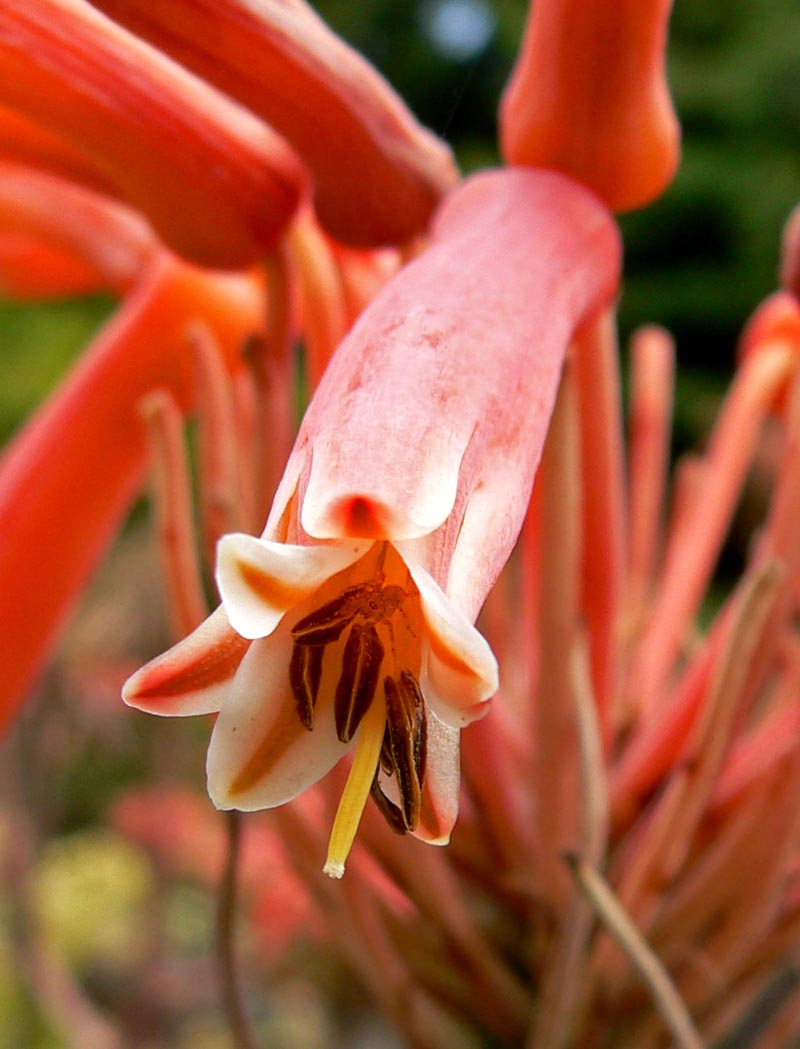
Detalhe da flor

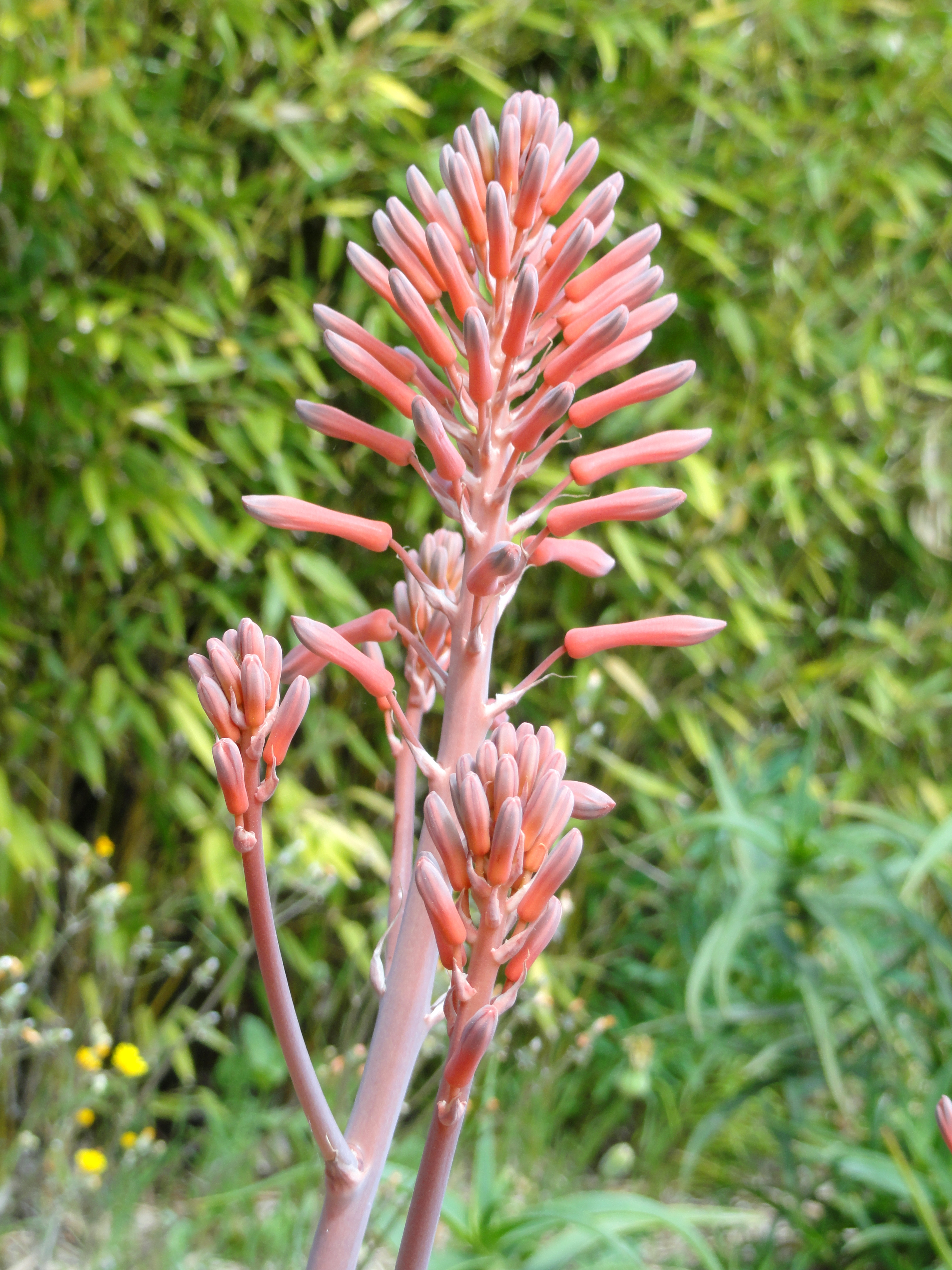
Inflorescência

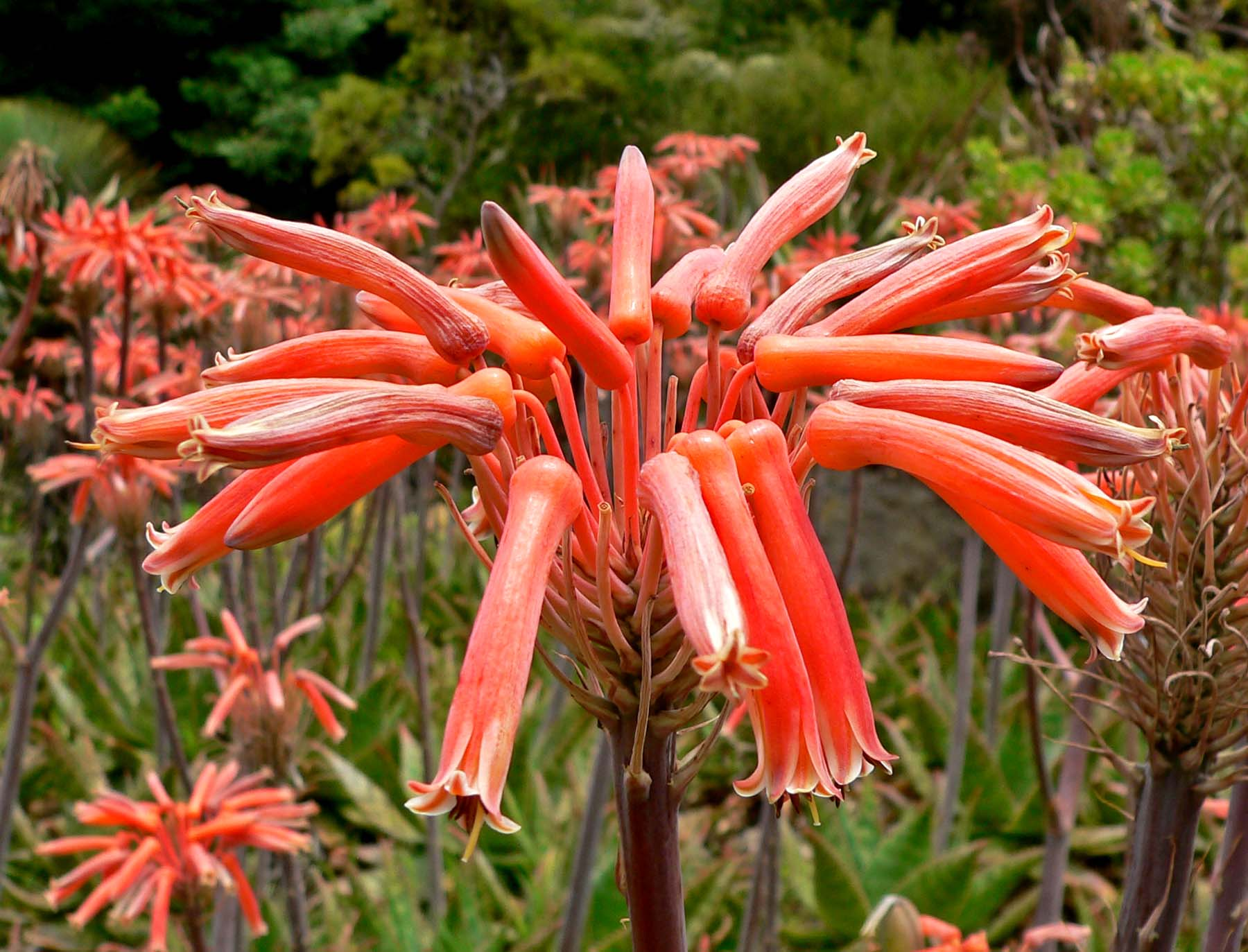
Os distintos cachos de flores de topo plano da Aloe maculata  são uma das formas mais seguras de identificar esta planta.
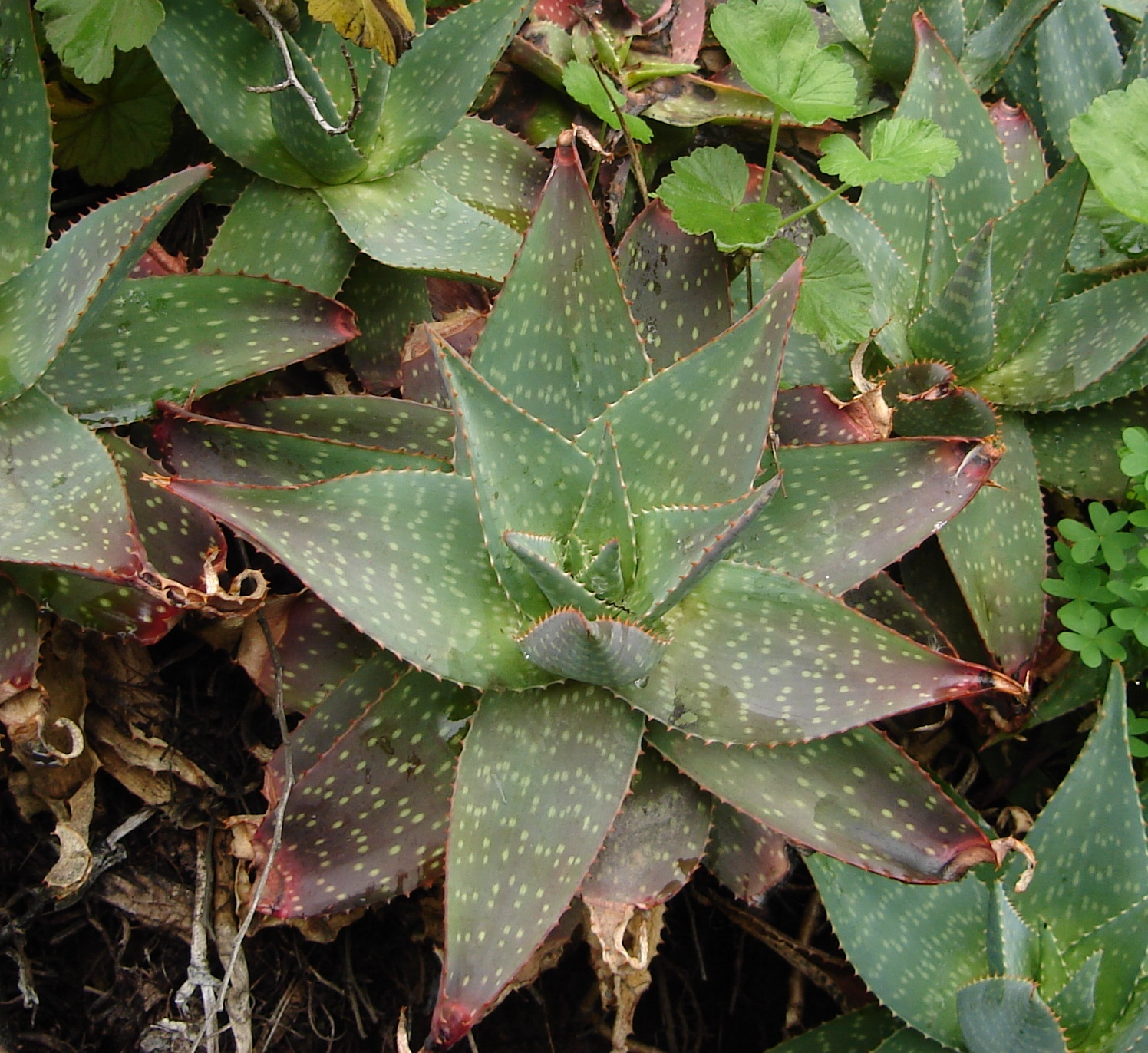
Folhas.
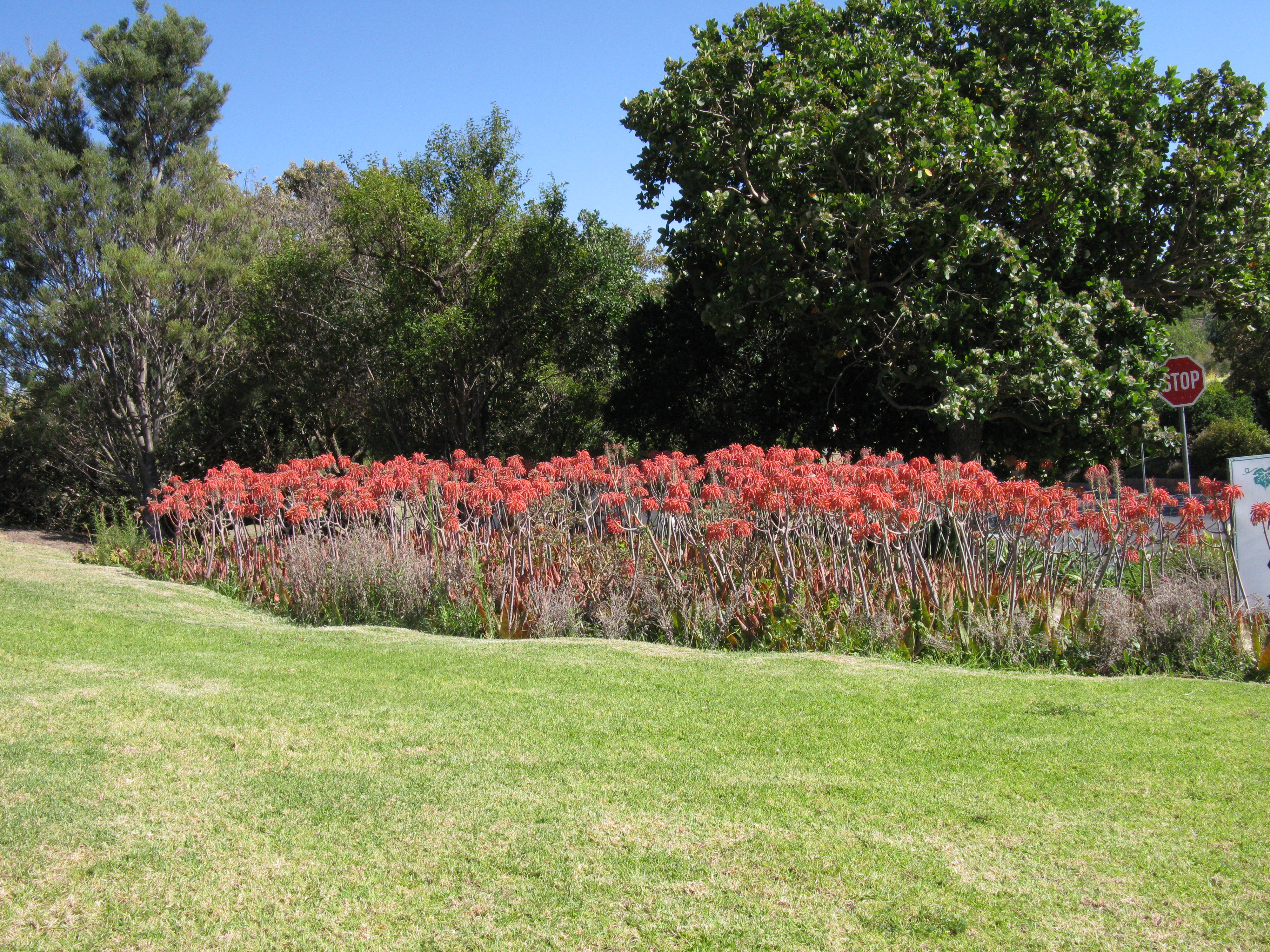
Aloe maculata é valiosa como uma cobertura florida em regiões áridas
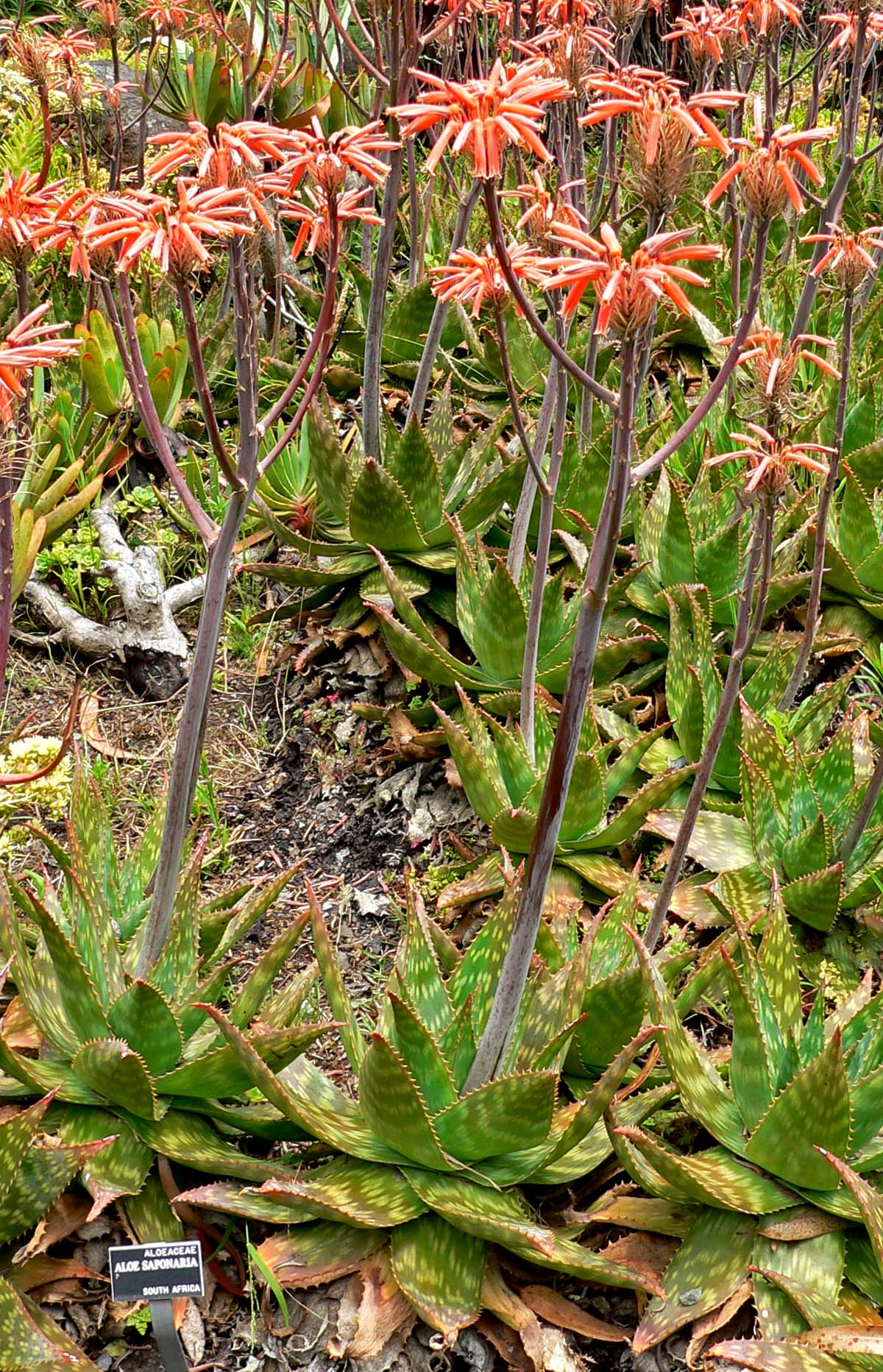
Vista da planta

## Sinônimos

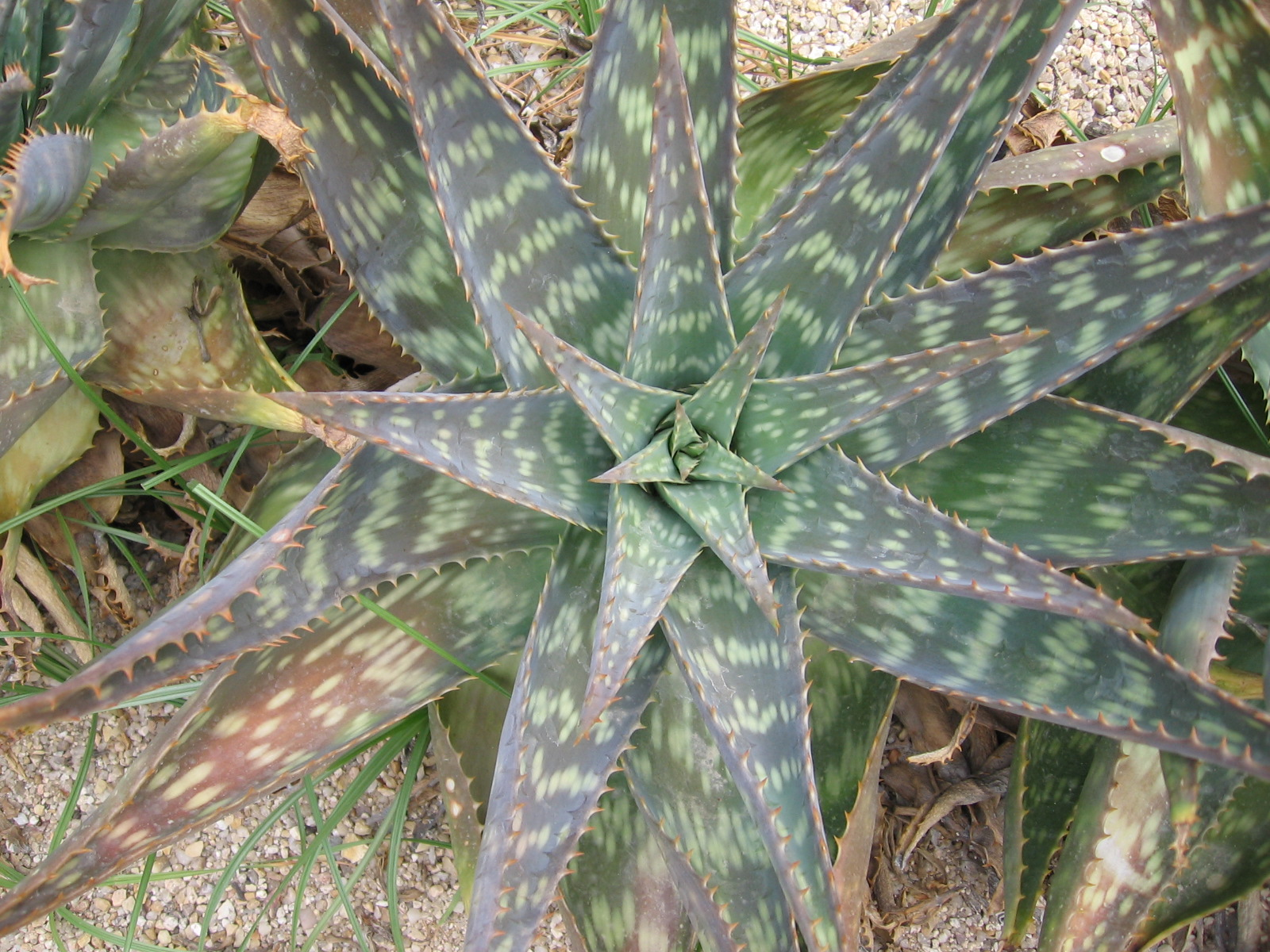
Aloe maculata

- Aloe commutata Tod., Hort. Bot. Panorm. 1: 75 (1878).
- Aloe commutata var. bicolor A.Berger in H.G.A.Engler (ed.), Pflanzenr., IV, 38: 214 (1908).
- Aloe disticha Mill., Gard. Dict. ed. 8: 5 (1768), nom. illeg.
- Aloe gasterioides Baker, J. Linn. Soc., Bot. 18: 166 (1880).
- Aloe grahamii Schönland, Rec. Albany Mus. 1: 39 (1903).
- Aloe latifolia (Haw.) Haw., Syn. Pl. Succ.: 82 (1812).
- Aloe leptophylla N.E.Br. ex Baker, J. Linn. Soc., Bot. 18: 165 (1881).
- Aloe leptophylla var. stenophylla Baker in W.H.Harvey & auct. suc. (eds.), Fl. Cap. 6: 313 (1896).
- Aloe macracantha Baker, J. Linn. Soc., Bot. 18: 167 (1880).
- Aloe maculosa Lam., Encycl. 1: 87 (1783).
- Aloe obscura Mill., Gard. Dict. ed. 8: 6 (1768), provisional synonym.
- Aloe perfoliata var. obscura (Mill.) Aiton, Hort. Kew. 1: 467 (1789).
- Aloe perfoliata var. saponaria Aiton, Hort. Kew. 1: 467 (1789).
- Aloe picta Thunb., Aloë 1: 4 (1785).
- Aloe picta var. major Willd., Sp. Pl. 2: 186 (1799).
- Aloe saponaria (Aiton) Haw., Trans. Linn. Soc. London 7: 17 (1804).
- Aloe saponaria var. ficksburgensis Reynolds, J. S. African Bot. 3: 148 (1937).
- Aloe saponaria var. latifolia Haw., Trans. Linn. Soc. London 7: 18 (1804).
- Aloe saponaria var. obscura (Mill.) Haw., Trans. Linn. Soc. London 7: 17 (1804).
- Aloe spuria A.Berger in H.G.A.Engler (ed.), Pflanzenr., IV, 38: 214 (1908).
- Aloe trichotoma Colla, Hortus Ripul.: 13 (1824).
- Aloe tricolor Baker, Bot. Mag. 103: t. 6324 (1877), nom. illeg.
- Aloe umbellata DC., Pl. Hist. Succ.: t. 98 (1802).
- Aloe umfoloziensis Reynolds, J. S. African Bot. 3: 42 (1937).